# Poil de carotte
Poil de carotte („Karottenhaar“) ist ein Roman des französischen Schriftstellers Jules Renard, der 1894 veröffentlicht wurde.
In deutscher Übersetzung erschien er erstmals 1946 als Rotfuchs. Geschichte einer sonderbaren Familie und eines schwierigen Kindes und mit einem in Muttersohn geänderten Titel sowie in neuer Übersetzung 1987. Der auf dem Roman basierende Einakter wurde von Hugo von Hofmannsthal unter dem Titel Fuchs übersetzt und wurde in dieser Gestalt am 16. Februar 1901 in Wien uraufgeführt.

## Handlung
In 48 kurzen episodenhaften Abschnitten wird die Kindheit des rothaarigen Poil de Carotte angerissen. Es ist keine idyllische Kindheit des Bürgertums des Fin de siècle, in der Geborgenheit und Liebe herrschen, sondern ein grauenhaftes Nebeneinanderherleben in der Familie Lepic. Dabei leidet der Junge extrem unter dem Hass der eigenen Mutter, die ihn seelisch und körperlich misshandelt, der Gleichgültigkeit des Vaters und dem Egoismus seiner Geschwister.
Aus dieser Verdrängungssituation heraus kompensiert er das Wechselspiel zwischen Liebessehnsucht und Aggression in Lügen, Grausamkeiten und Resignation. In seiner Not überlegt er, ob er Selbstmord begehen soll, verdrängt es jedoch, da die beiden einzigen Freunde, die er hat, eine Katze und einen Hund, dies nicht ausreichend treffen würde. Erst als er einen Selbstmordversuch unternimmt, bemerkt sein Vater seine Seelenqual und schließt einen Pakt mit ihm.

## Einordnung
Jules Renard versuchte dabei sprachlich präzise den Charakter des Kindes und seiner komplexen seelischen Verfassung abzubilden. Renards Werk gilt als Entlarvung repressiver Kindeserziehung.

## Ausgaben
- Jules Renard: Rotfuchs. Geschichte einer sonderbaren Familie und eines schwierigen Kindes. Aus dem Französischen übertragen von Walter Widmer, Illustrationen von Heiri Strub, Classen, Zürich 1946,
- Jules Renard: Rotfuchs. Geschichte einer sonderbaren Familie und eines schwierigen Kindes. Aus dem Französischen übertragen von Walter Widmer, Illustrationen von Heiri Strub, Hebel Verlag, Baden-Baden 1946 (Lizenzausgabe des Werner Classen Verlags, Zürich)
- Jules Renard: Rotfuchs. Aus dem Französischen ins Deutsche übertragen und mit einem Nachwort versehen von Walter Widmer, Rowohlt, Reinbek bei Hamburg 1964.
- Jules Renard: Muttersohn. Neu übersetzt von Heidrun Hemje-Oltmanns. Mit einem Nachwort von Vincenzo Orlando, Manholt, Bremen 1987,  ISBN 3-924903-60-3
- Jules Renard: Muttersohn. Neu übersetzt von Heidrun Hemje-Oltmanns. Mit einem Nachwort von Vincenzo Orlando, dtv, München 1989, ISBN 3-423-02211-6

## Rezension
„Das Kindheitsbild dieses Romans trägt deutlich antirousseauistische Züge, indem es das Kind als unschuldiges Wesen oder im Sinne Victor Hugos als enfant en sucre (Renard) darstellt. Der sezierende Blick des Autors enthüllt nicht nur das Leid, das Kindern zugefügt wird, sondern auch die Berechenbarkeit und Grausamkeit von Kindern gegenüber Schwächeren (Poil de Carotte quält eine Katze, denunziert einen Lehrer, ärgert einen blinden Mann). Durch die familiären Umstände bedingt lernt Poil de Carotte sogar seine wahren Gefühle zu verbergen und sich der Heuchelei und Hinterlist zu bedienen. Seine intellektuelle Begabung (Gedichte zu schreiben, Entwicklung eigener Philosophie) wird ebensowenig anerkannt wie sein Bedürfnis nach Zuwendung (...). Renard nannte sein Werk auch einen autobiographischen Traum.“

## Verfilmung
Der Stoff des Romans diente insgesamt fünfmal als Basis einer Verfilmung. Bis auf die bisher letzte TV-Serienverfilmung, einer kanadischen Produktion, waren es allesamt französische Produktionen, wobei Julien Duvivier den Stoff sogar zweimal verfilmte.
- 1925: Poil de carotte, Regie: Julien Duvivier, (Stummfilm)
- 1932: Poil de carotte, Regie: Julien Duvivier
- 1952: Poil de carotte, Regie: Paul Mesnier
- 1973: Poil de carotte, Regie: Henri Graziani
- 1996/97: Poil de carotte, TV-Serie, Regie: Jean Cubaud, Roger Héroux